# Mohammad Dżawad Chalife
Mohammad Dżawad Chalife, Mohammed Jawad Khalifé, Mohamad Jawad Khalifeh – libański chirurg i polityk, szyita, związany z Amalem. W latach 2004–2011 kierował ministerstwem zdrowia Libanu. Od kwietnia do lipca 2005 r. sprawował także stanowisko ministra spraw socjalnych w pierwszym rządzie Nadżiba Mikatiego.